# Krynica-Zdrój
Krynica-Zdrój (udtale: [krɨˈɲit͡sa ˈzdrui̯], indtil 31. december 2001 Krynica, rusinsk: Криниця Yiddish: קרעניץ), er en by i det sydøstlige Polen. Den ligger i voivodskabet Lillepolen (Województwo małopolskie) og har 10.001(2021) indbyggere, og et areal på 	40,17 km². Den er en del af powiat (amt) Nowosądecki. Det er den største kurby i Polen, der ofte bliver kaldt Perlen af polske kurbade, og et populært turist- og vintersportsdestination beliggende i hjertet af bjergkæden Beskiderne.

## Historie og økonomi
Krynica blev første gang registreret i officielle dokumenter i 1547 og blev en by i 1889. På grund af sin bekvemme beliggenhed, infrastruktur og jernbaneforbindelser til større byer i Europa var Krynica-Zdrój (Zdrój betyder mineralkilde på polsk) stedet for vintersportsturneringer i Anden polske republik (mellemkrigstiden), blandt andet VM i ishockey 1931.
En gondollift bygget i 1997 på bjerget Jaworzyna Krynicka med udsigt over Krynica, og efterfølgende investering i moderne skifaciliteter gjorde Krynica til et af de vigtigste skisportssteder i Polen. De nærliggende bjerge Beskiderne er også en perfekt ramme for rekreativt langrend om vinteren og mountainbiking om sommeren.
Vintersporten bandy vendte efter mange årtier tilbage til Polen i 2010'erne. Da landet spillede deres første internationale optræden i 2006 ved verdensmesterskaberne for drenge U15 i Edsbyn, bidrog Krynica-Zdrój med flest spillere.
Krynica var hjemsted for Nikifor (en) (fødselsnavn Epifaniusz Drowniak), en berømt naivistisk maler i det kommunistiske Polen.

## Geografi
Krynica-Zdrój ligger i det sydlige Lillepolen i Beskid Sądecki, inden for det beskyttede område Poprad Landskabspark. Byens centrum ligger i dalen til floden Kryniczanka og er forbundet med de nærliggende Góra Parkowa- og Jaworzyna Krynicka-bjerge med kabelbaner.
- Gamle bade (Stare Łazienki)
- Gammel Spabygning (Stary Dom Zdrojowy)
- Hovedpumerum (Pijalnia Główna)
- Tserkva for beskyttelse af den Hellige Jomfru Maria
- Himmelfartskirken
- Patria hotel